# 이테네스강쌀쥐
이테네스강쌀쥐(Hylaeamys acritus)는 비단털쥐과에 속하는 쌀쥐족 설치류의 일종이다. 볼리비아 북동부 지역에서만 알려져 있다. 모식산지는 노엘 캠프 메르카도 국립공원이다.